# Eu Sou Todos Nós
Eu Sou Todos Nós é o décimo terceiro álbum do cantor brasileiro Zé Ramalho, lançado em 1998, após mais dois anos sem álbuns de inéditas. A capa do álbum é uma colagem de várias fotos formando o rosto de Zé Ramalho, o que seria uma alusão ao título do álbum.
É o sucessor da coletânea e sucesso de vendas Antologia Acústica. Segundo Zé, a gravadora BMG provavelmente preferiria algo como uma Antologia 2, mas a "sequência natural" para ele era um disco de inéditas. No contrato com a empresa, Zé conseguiu fechar um pacote que incluía este álbum, Nação Nordestina e Zé Ramalho Canta Raul Seixas - estes últimos com nomes já definidos àquela altura. Vendeu mais de 100 mil cópias em um mês e havia chegado à marca de 190 mil cópias em abril do ano seguinte.

## Informações das faixas
"Beira-Mar – Capítulo Final" é a conclusão de uma trilogia iniciada em "Beira-Mar" (do disco Zé Ramalho 2 (1979)) e continuada em "Beira-Mar – Capítulo II" (do A Força Verde (1982)).
"Sem Terra" é uma canção de protesto. Ao comentá-la, Zé afirmou: "Hoje é fora de moda, mas, se eu fizesse no tempo dos militares seria preso e torturado até a alma. Usei a estrutura da canção de protesto, dos festivais. É um diálogo com 'Caminhando', de Geraldo Vandré."
"Agônico - O Canto" é uma versão com letra de um instrumental de nome "Agônico" (assim batizado por Jorge Mautner) que figurou no segundo disco de Zé, Zé Ramalho 2 (1979).

## Faixas
Todas as músicas compostas por Zé Ramalho, exceto onde especificado.
| N.º | Título                                               | Duração |  |
| 1.  | "Falido transalântico" (Marcus Vinícius)             | 3:01    |  |
| 2.  | "Metrópolis dourada"                                 | 2:38    |  |
| 3.  | "Companheira de alta luz" (Zé Ramalho, Fausto Nilo)  | 4:23    |  |
| 4.  | "Beira-mar - capítulo final" (com Naná Tribuzy)      | 4:23    |  |
| 5.  | "Errare humanum est" (Jorge Ben Jor)                 | 3:49    |  |
| 6.  | "Litúrgica"                                          | 1:39    |  |
| 7.  | "Vermelhos"                                          | 3:16    |  |
| 8.  | "A peleja de Zé Limeira no final do segundo milênio" | 3:01    |  |
| 9.  | "Sem Terra"                                          | 2:59    |  |
| 10. | "Martelo rap ecológico"                              | 3:27    |  |
| 11. | "Agônico – o canto"                                  | 2:15    |  |
| 12. | "Das maravilhas"                                     | 3:37    |  |

## Músicos
- Zé Ramalho - Vocais em todas as faixas, arranjos em todas as faixas (exceto 10 e 12), viola em todas as faixas (exceto 12), gaita na faixa 2
- Robertinho de Recife - Guitarra nas faixas 1, 2, 3, 5, 12, arranjos nas faixas 4, 8, sítara na faixa 8
- Chico Guedes - Baixo elétrico nas faixas 1, 3, 5, 8
- Paulo César Barros - Baixo elétrico nas faixas 2, 4, 7, 9
- Luiz Antônio - Teclado em todas as faixas (exceto 9), arranjos nas faixas 1, 4, 7, 10, 12
- Gustavo Schröeter - Bateria nas faixas 3, 5, 8
- Renato Massa - Bateria nas faixas 1, 2, 4, 7, 9
- Zé Gomes - Percussão nas faixas 4, 5, 7, 8, 9, zabumba nas faixas 3, 8, 9, 10
- João Firmino - Zabumba nas faixas 2, 4, 7, 9, percussão nas faixas 5, 8
- Waldonys - Acordeão nas faixas 2, 9, 10
- Dominguinhos - Acordeão nas faixas 4, 7
- César Micheles - Flauta nas faixas 4, 9
- Roberta Little - Coral nas faixas 1, 3, 7, 8
- Fábio Mondego - Coral nas faixas 1, 3, 8
- Lúcia Perez - Coral nas faixas 1, 3, 7, 8
- Naná Tribuzy - Coral nas faixas 1, 3, 7, 8
- Tadeu Mathias - Coral nas faixas 1, 3, 7, 8
- Geraldo Amaral - Coral nas faixas 1, 3, 7, 8